# Station Coarraze - Nay
Station Coarraze - Nay is een spoorwegstation in de Franse gemeente Coarraze.